# Городок Третій
Городо́к Тре́тій (рос. Городок Третий) — селище у складі Тоцького району Оренбурзької області, Росія.

## Населення
Населення — 200 осіб (2010; 248 у 2002).
Національний склад (станом на 2002 рік):
- росіяни — 73 %